# Parábola do Servo Inútil

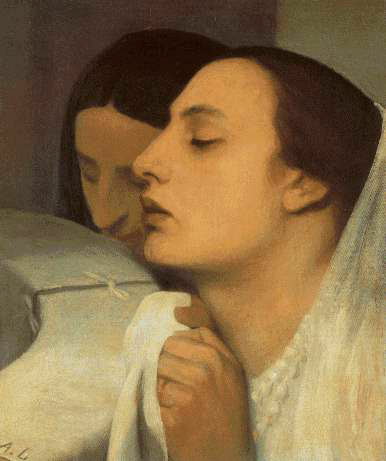
A oração de agradecimento após a comunhão de Tomás de Aquino inclui uma frase similar ao último verso desta parábola: Eu te agradeço, Oh Senhor, Todo-Poderoso Pai, Eterno Deus, que considerou por bem, não por meus méritos, mas pela condescendência de sua bondade, satisfazer-me como pecador, este seu servo inútil.
Por Alphonse Legros.

A Parábola do Servo Inútil ou Parábola do Mestre e o Servo é uma parábola de Jesus relatada em Lucas 17:7–10. A parábola ensina que quando alguém "fez o que Deus espera, ele ou ela está apenas fazendo o seu dever".

## Narrativa bíblica
| “ | «Qual de vós, tendo um servo ocupado na lavoura ou guardando gado, lhe dirá, quando ele voltar do campo: Vem já sentar-te à mesa; e que antes não lhe dirá: Prepara-me a ceia, cinge-te e serve-me, enquanto eu como e bebo; e depois comerás tu e beberás? Porventura agradecerá ao servo, por ter este feito o que lhe havia ordenado? Assim também vós, depois de haverdes feito tudo o que vos foi ordenado, dizei: Somos servos inúteis, fizemos o que devíamos fazer.» (Lucas 17:7–10) | ” |

## Interpretação
Esta parábola sugere que "mesmo o melhor dos servos de Deus ainda é indigno, pois fez apenas o seu dever e nada mais". "Ninguém, não importa o quão virtuoso ou trabalhador, pode se colocar como credor de Deus".